# آلبرتو آماریا
آلبرتو آماریا (اسپانیایی: Alberto Amarilla‎؛ زادهٔ ۲۰ اکتبر ۱۹۸۰) بازیگر اهل اسپانیا است.
از فیلم‌ها یا برنامه‌های تلویزیونی که وی در آن نقش داشته است می‌توان به خانه کاغذی، متهم، ۷ زندگی، دریای درون، شاهزاده‌ها، باران تابستان، فرار مغزها، کارلوس، پادشاه امپراتور و مدرسه شبانه‌روزی: کومبرس اشاره کرد.